# Station Ciechanów Przemysłowy
Station Ciechanów Przemysłowy is een spoorwegstation in de Poolse plaats Ciechanów.